# Río Chovellen
El río Chovellen es un curso natural de agua que nace en las faldas occidentales de la cordillera de la Costa y fluye en el Región del Maule, Chile, con dirección general noroeste hasta desembocar en el océano Pacífico cerca del poblado de Chovellén.

## Historia
Luis Risopatrón escribió en 1924 en su "Diccionario Geográfico de la República de Chile":
Chovellen (Lugarejo) 35° 55' 72° 43'. De corto caserío, con escuelas públicas, se encuentra en las riberas del riachuelo del mismo nombre, que se vacia en el mar, inmediatamente al N de la punta de la misma denominación, al NE de la punta Calan. 1, XXXI, carta 149; 68, p. 84; 155, p. 244; i 156; i pueblo en 101, p. 749; i Chorellen error tipográfico en 63, p. 3 67.